# TOKYO通信〜Urbs Communication〜
TOKYO通信〜Urbs Communication〜（とうきょうつうしん アーブス コミュニケーション）は、SOUL'd OUTの11thシングルである。

## 収録曲
| 全作詞: Diggy-MO'，Bro.Hi、全作曲: Diggy-MO'，Shinnosuke、全編曲: Shinnosuke。 |                                     |                    |                       |      |
| #                                                                              | タイトル                            | 作詞               | 作曲・編曲            | 時間 |
| 1.                                                                             | 「TOKYO通信〜Urbs Communication〜」 | Diggy-MO' ，Bro.Hi | Diggy-MO'，Shinnosuke | 5:46 |
| 2.                                                                             | 「Betrayed Tha Sun」                | Diggy-MO' ，Bro.Hi | Diggy-MO'，Shinnosuke | 6:28 |
| 合計時間:                                                                      | 合計時間:                           | 12:14              |                       |      |

## 楽曲解説
1. TOKYO通信〜Urbs Communication〜
「都会に住む人たちのコミュニケーション」をテーマに制作された。
Diggy-MO'いわく、「SOUL’d OUT史上一番クオリティの高い曲。音楽好きの人ならば、これの凄さがわかんない奴は駄目。以上[2]。」
2. Betrayed Tha Sun

## テレビ
- ポップジャム（2006年2月4日）
- COUNT DOWN TV（2006年2月19日）
- 音楽戦士 MUSIC FIGHTER（2006年3月11日）

## ラジオ
『TOKYO通信〜Urbs Communication〜』では、冒頭部分にDiggy-MO'のラジオ局別、特別ナレーションの入った『KAKUCHI通信』なるものが存在する。フル音源はその局にしかない。
2006年3月1日正午〜翌日の3月2日24時までの36時間、3枚目のオリジナル・アルバム『ALIVE』のプロモーションの一環で、Sony Music Online Japanにて無料公開された。

## タイアップ
TOKYO通信〜Urbs Communication〜
日本テレビ『スポーツうるぐす』（2006年1月-2月度テーマソング）

## 収録アルバム
- ALIVE (#1)[注釈 2]
- Remixies&Outside (#1)
- Single Collection (#1)
- Flip Side Collection (#2)